# Lincoln Lewis

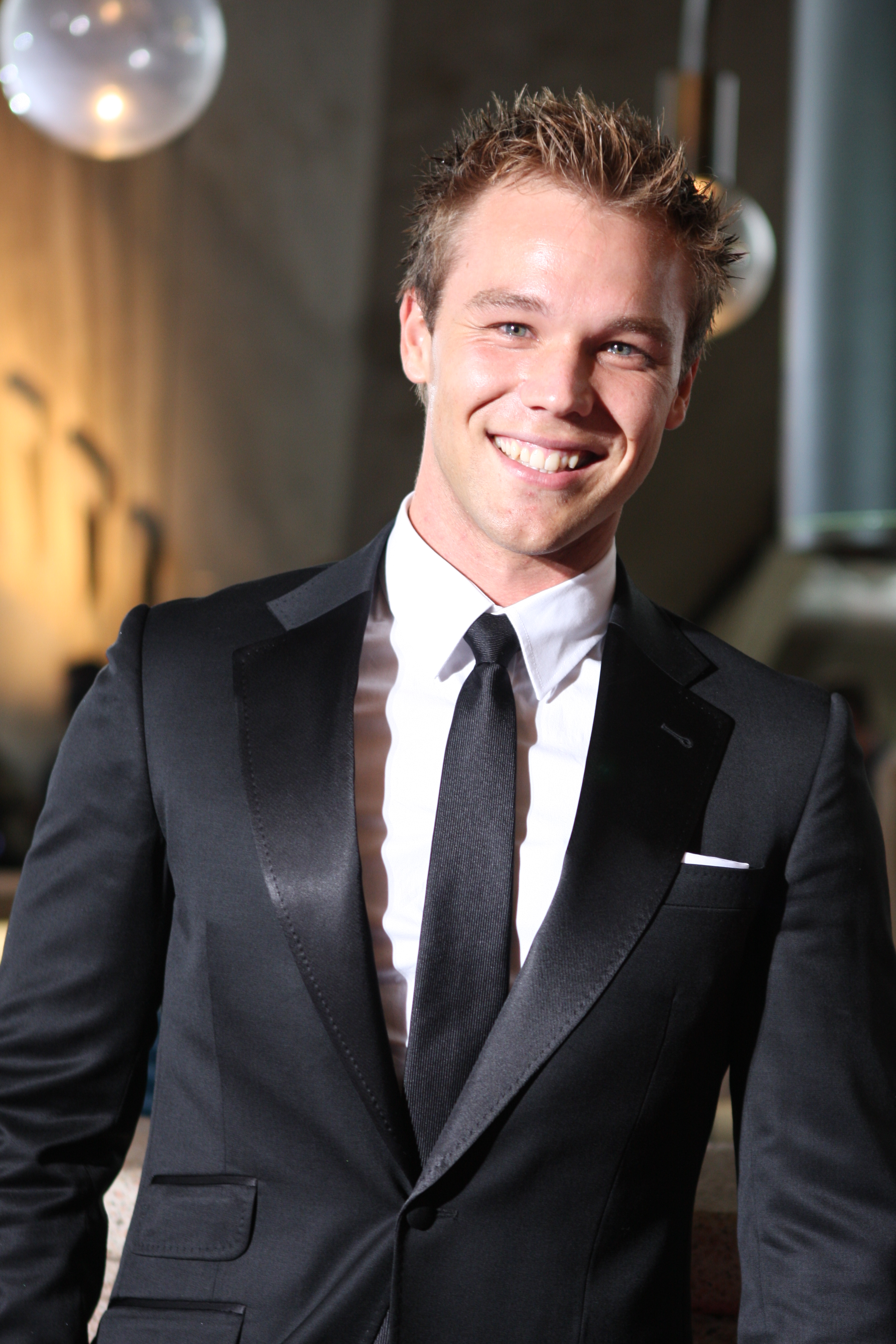
Lincoln Lewis bei den AACTA Award 2012

 Lincoln Clay Lewis  (* 24. Oktober 1987 in Brisbane, Queensland) ist ein australischer Schauspieler.

## Leben
Lincoln Lewis wurde in Brisbane, Queensland als Sohn des Rugbyspielers Wally Lewis geboren. Er hat zwei Geschwister: einen älteren Bruder namens Mitchell und eine jüngere Schwester namens Jamie-Lee. Er besuchte die St Anthony's Catholic Primary School in Alexandra Hills und das Carmel Catholic College in Thornlands.
Lewis hatte Beziehungen mit seinen Home-and-Away-Kolleginnen Indiana Evans (2007–2008) und Katrina Risteska (2009). Von Mitte 2010 bis Juni 2012 war er mit Rhiannon Fish liiert.
Lewis begann seine Karriere im Alter von 13 Jahren mit einem Gastauftritt in Der Sleepover Club. Danach folgten weitere Gastauftritte wie in Meine peinlichen Eltern und H2O – Plötzlich Meerjungfrau. 2006 spielte er neben Emma Roberts und JoJo in dem Kinofilm Aquamarin – Die vernixte erste Liebe die Rolle des Theo.
Seinen Durchbruch schaffte er mit der Rolle des Geoffrey Campbell in der australischen Seifenoper Home and Away, in der er von Juni 2007 bis Juli 2010 zu sehen war. 2009 nahm er mit der Tänzerin Luda Kroitor an der neunten Staffel der australischen Version von Let’s Dance, Dancing with the Stars, teil und belegte den 5. Platz. 2010 erhielt er eine Hauptrolle in der Romanverfilmung von Tomorrow, When the War Began als Kevin Holmes. 2011 hatte er eine Nebenrolle als Dylan Gallagher in der Jugendserie SLiDE.
Im September 2011 wurde bekannt, dass Lewis eine Gastrolle in der Seifenoper Nachbarn erhalten hat. Dort war er vom 3. Februar bis zum 20. Februar 2012 in der Rolle des Dominic Emmerson zu sehen.
Danach drehte er zusammen mit Xavier Samuel den Horrorfilm Bait und mit Will, Jaden Smith und Isabelle Fuhrman den Actionfilm After Earth. Seit Mai 2012 ist er in einer Hauptrolle als Chad Henderson in der Fernsehserie Tricky Business zu sehen.

## Filmografie (Auswahl)
Filmauftritte (auch Kurzauftritte)
- 2006: Aquamarin – Die vernixte erste Liebe (Aquamarine)
- 2006: Voodoo Lagoon
- 2010: Tomorrow, When the War Began
- 2011: The Forgotten Men
- 2011: 33 Postcards
- 2012: Bait 3D – Haie im Supermarkt (Bait 3D)
- 2013: After Earth
- 2019: Danger Close – Die Schlacht von Long Tan (Danger Close: The Battle of Long Tan)
- 2021: The Possessed
- 2022: Black Site
- 2024: Land of Bad

Serienauftritte (auch Gast- und Kurzauftritte)
- 2003: Der Sleepover Club (The Sleepover Club, 2 Episoden)
- 2006–2007: Meine peinlichen Eltern (Mortified, 2 Episoden)
- 2007–2010: Home and Away (Seifenoper)
- 2008: H2O – Plötzlich Meerjungfrau (H2O: Just Add Water, 1 Episode)
- 2010: Rescue Special Ops (1 Episode)
- 2011: Underbelly: Razor (3 Episoden)
- 2011: SLiDE (4 Episoden)
- 2012: Nachbarn (Neighbours, Seifenoper)
- 2012: Tricky Business (13 Episoden)
- 2015: Gallipoli (5 Episoden)

## Auszeichnungen und Nominierungen
Logie Award:
- 2008: Most Popular New Male Talent

Dolly Teen Choice Awards:
- 2007: King of Teen
- 2009: Nominierung für Favourite Aussie
- 2011: 2011 Male Australian Star of Tomorrow Award